# Hørning
Hørning es una localidad de Dinamarca, localizada en la región central, en el municipio de Skanderborg.
La localidad tiene un área de 68 km² y una población de 8.471 habitantes, según el censo de 2003.